# Mélitée des linaires
Melitaea deione
Espèce
La Mélitée des linaires (Melitaea  deione) est une espèce d'insectes lépidoptères (papillons) appartenant à la famille des Nymphalidae et à la sous-famille des Nymphalinae, tribu des Melitaeini, et au genre Melitaea.

## Description
La Mélitée des linaires est un papillon au dessus jaune orangé, bordé de marron et d'une frange blanche, nervuré et ornementé de plus ou moins larges dessins marron.
Le revers des antérieures est orange, celui des postérieures est à bandes jaune orangé et blanc crème avec une bande marginale blanche à bordure interne festonnée.

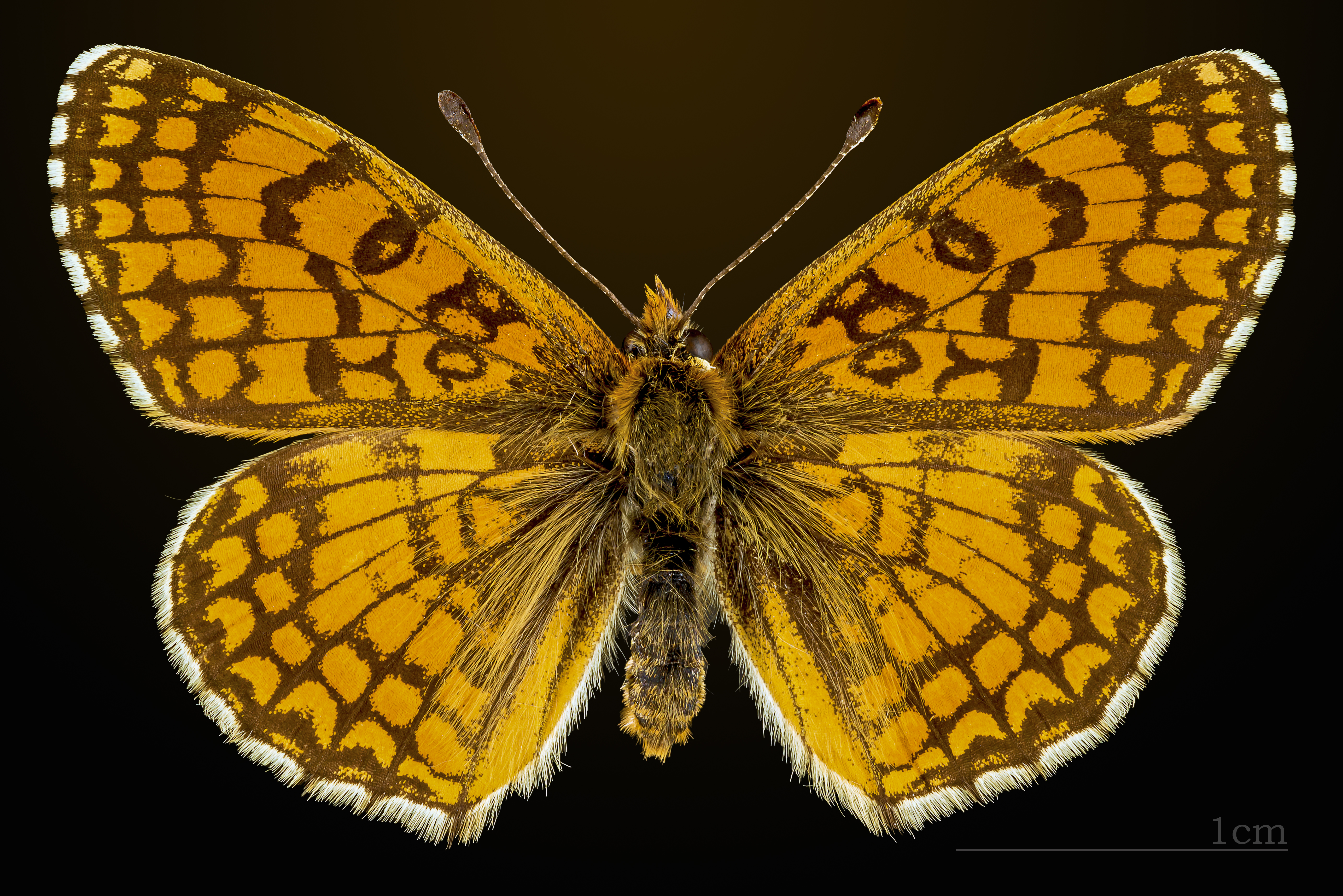
♂ Face dorsale MHNT
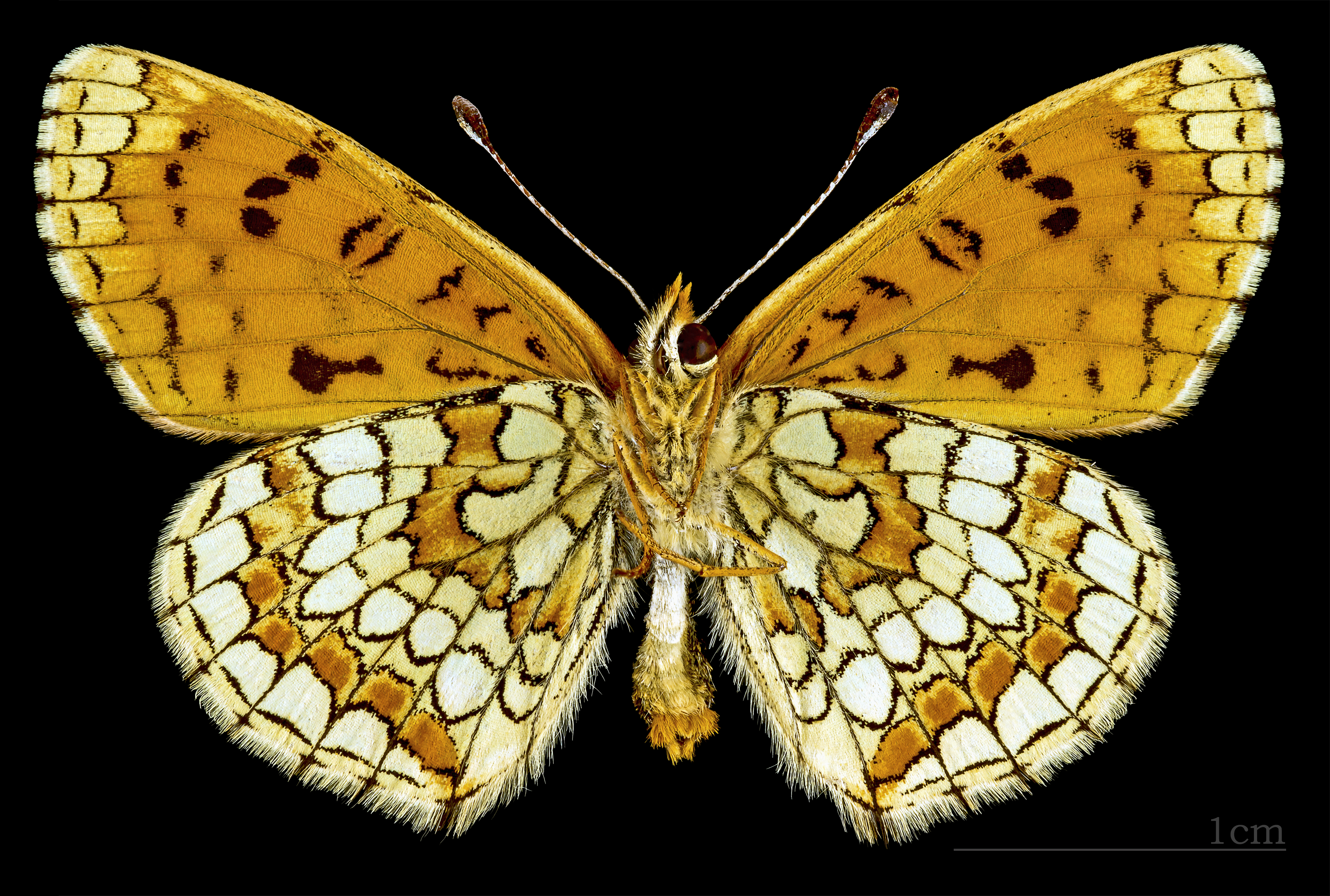
♂ △ Face ventrale MHNT
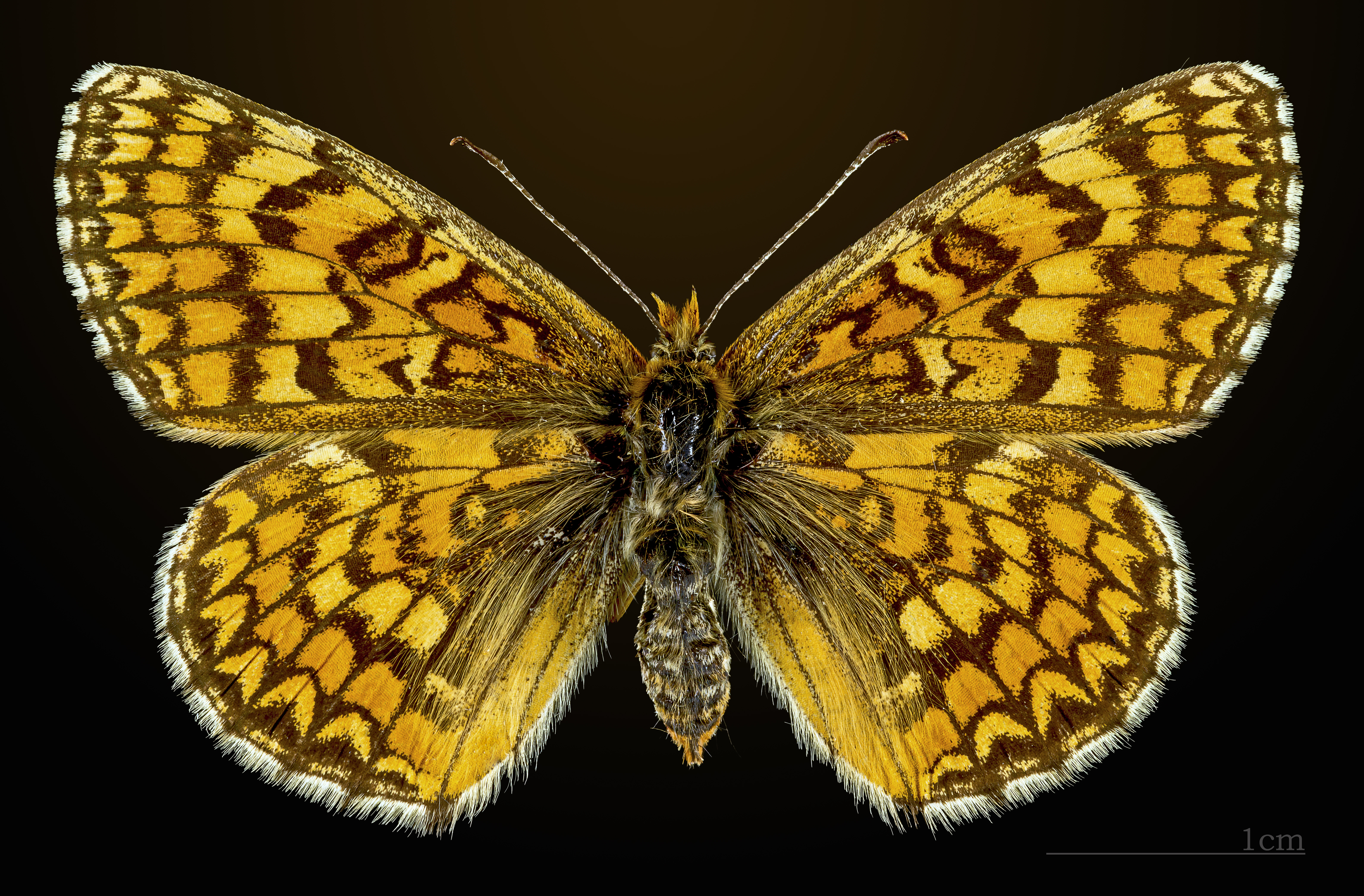
♀ Face dorsale MHNT
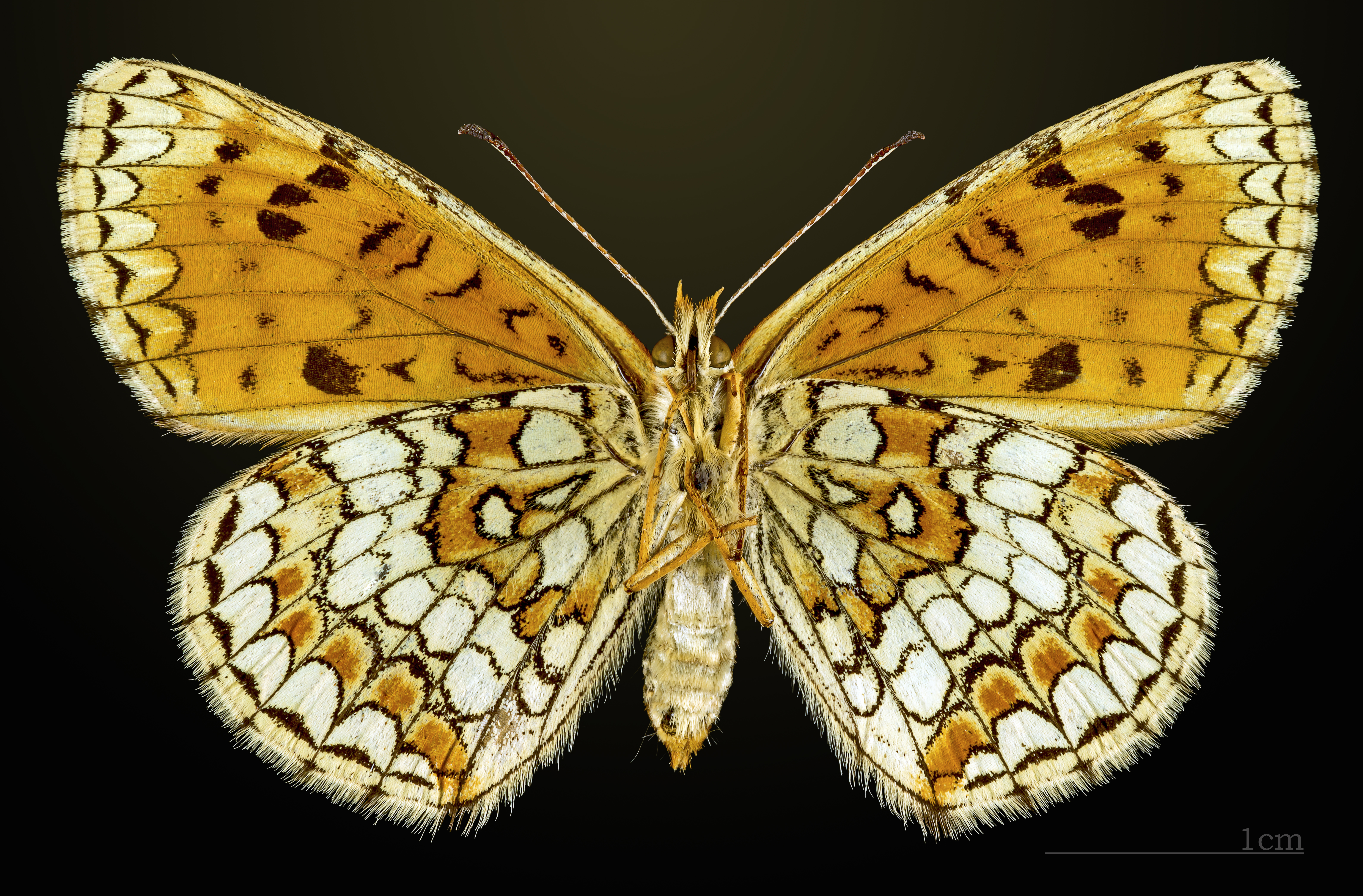
♀  △ Face ventrale  MHNT

## Biologie

### Période de vol et hivernation
La Mélitée des linaires hiverne à l'état de chenille.
La Mélitée des linaires vole deux générations en mai juin puis août septembre. Mellicta deione berisalii vole en une génération et  Mellicta deione nitida en une ou deux génération suivant son lieu de résidence, deux dans le Rif, une en Algérie.

### Plantes hôtes
Les plantes hôtes de sa chenille sont  des Linaria dont Linaria vulgaris, Linaria alpina, Linaria minor, Antirrhinum sempervirens et Antirrhinum hisparicum,  Cymbalaria muralis,.

## Écologie et distribution
La Mélitée des Linaires est présente en Afrique du Nord et dans le sud de l'Europe.
En Afrique du Nord elle est présente sous forme de petits isolats, au Maroc et en Algérie.
En Europe elle réside au Portugal, dans le sud et le nord de l'Espagne, dans le sud de la France et le nord de l'Italie.
En France métropolitaine elle est présente dans tous les départements d'un large sud-est, Pyrénées, Massif Central et Dordagne, Jura et toutes les Alpes au sud du Rhône, de l'Isère et de la Savoie, mais absente de Corse.

### Biotope
C'est un papillon des champs et des prairies fleuries.

## Systématique
L'espèce Melitaea  deione a été décrit par l'entomologiste allemand Carl Geyer en 1832.

### Synonymes
- Mellicta deione Geyer, 1832;
- Melitaea berisalii Rühl, 1891 [2],[5].

### Noms vernaculaires
La Mélitée des linaire;s 
En anglais Provençal Fritillary et en espagnol Deion .

### Taxinomie
Liste des sous-espèces
- Melitaea deione berisalii (Rühl, 1891) en Suisse dans la vallée du Rhône[1].
- Melitaea deione nitida (Oberthür, 1909) dans l'ouest de l'Algérie[2].
- Melitaea deione rosinae (Rebel, 1911)[1].

## La Mélitée des linaires et l'Homme

### Protection
Pas de statut de protection particulier.